# 快乐再出发
《快樂再出發》（英語：Go for Happiness），由陳楚生、陸虎、蘇醒、王櫟鑫、王錚亮、張遠參與的音樂旅行真人秀節目。把生活體驗與音樂采風深度結合的故事，有驚喜，有歡笑，更有感動。

節目組針對快男們對自己團綜的策劃，結合實際預算「降級」處理， "湊"出一次圓夢之旅。邊走邊唱成固定項目，快男們將自主設計這遲到的15年的團綜，在高度自由向度下，將如何把自己安排的明明白白，這注定是一場充滿離譜和意外的爆笑之旅。 。

## 节目缘起
《快乐再出发》的6位常驻嘉宾均为2007快乐男声全国13强选手，节目结束后与天娱传媒签约出道。近年随着唱片工业的衰落以及这几位艺人与天娱的利益纠纷，知名度和商业价值不断走低，甚至纷纷转战影视剧演员、幕后制作等。
2019年，张远参加腾讯视频《创造营》但未能成团出道，比赛结束后腾讯视频邀请张远以及陈楚生、苏醒、王栎鑫、陆虎以“07快乐男声合唱团”的名义参加综艺《合唱吧！300》。节目录制期间五人自行宣布组成“再就业男团”，但此后几年“再就业男团”并未引起很大反响。
陆虎的公司与大千影业相邻，因而陆虎结识了大千影业的CEO赵林林，并在2021年成为大千影业制作的综艺《闪亮的日子》常驻嘉宾。大千影业此前也负责了《创造营》、《合唱吧！300》的后期剪辑，故赵林林对“再就业男团”的兄弟情谊也有所了解。
2022年初，大千影业筹备新综艺《欢迎来到蘑菇屋》，赵林林邀请陆虎叫上“再就业男团”参加。起初陈楚生因巡演的档期问题宣布缺席，王铮亮递补加入“再就业男团”参加节目。此后陈楚生巡演因故取消，也参加了这档综艺。《欢迎来到蘑菇屋》播出后，在中国大陆互联网引起了强烈反响，许多网民纷纷呼吁打造一档专属于“再就业男团”的新综艺。

## 制作与宣传
- 5月9日再就業男團團綜官宣啓動，陳楚生、陸虎、張遠、王櫟鑫、王錚亮、蘇醒集體在線為團綜徵名。[3]
- 7月2日節目組微博發佈海報，宣佈將於7月5日開播。
- 第一季於7月5日12：30播出先導片，每週二20：30在 芒果TV和東南衛視播出正片。每周六21:42在海峽衛視播出。
- 7月8日主題曲《活該》MV發佈
- 12月9日節目組微博宣佈第二季，12月10日12:00在芒果TV更新超前企划，12月15日起每週四22:00芒果TV、湖南衛視雙平台獨播。每週五12:00會員尊享加更版。
- 2024年12月12日節目組微博宣布超前節目《快要出發啦》於12月14日芒果TV首播，每周六12:00播出。12月20日起每周五12:00會員尊享。
- 12月30節目組微博宣布山海季定檔，將於2025年1月3日開播。
- 山海季於2025年1月3日起，每周五12:00芒果TV、22:00湖南衛視雙平台獨播。每周六12:00會員尊享加更版。
- 1月8日第二季主題曲《快樂在哪裡》MV發佈

## 節目列表

### 第一季
| 集數                         | 播放日期      | 標題 | 備註                                              |
| 先導片                       | 2022年7月5日  | 0713兄弟集合出發 |                                                   |
| 1 《荒島求生》               | 2022年7月5日  | 0713兄弟荒島之旅 |                                                   |
| 加更第一期：《活該》首發     |               | |                                                   |
| 2 《很扯的雨天》             | 2022年7月12日 | 喜劇人版漁民號子上線 |                                                   |
| 加更第二期：陳楚生笑裂面膜   |               | |                                                   |
| 3 《破億》                   | 2022年7月19日 | 影城打工記 | 客串網劇《我有一個朋友》群眾演員 特别出演：谢兴阳 |
| 4 《那群傻瓜》               | 2022年7月26日 | 兄弟團海邊夜聊 |                                                   |
| 加更第三期：木頭人遊戲惹爆笑 |               | |                                                   |
| 5 《跟往事乾了好幾杯》       | 2022年8月9日  | 俞灝明姚政空降 | 飛行嘉賓： 俞灝明、姚政                           |
| 加更第四期：兄弟團催淚回憶殺 |               | |                                                   |
| 6 《我們》（上）             | 2022年8月16日 | "王伴奏"遭哄搶？ | 飛行嘉賓： 俞灝明、姚政                           |
| 7 《我們》（下）             | 2022年8月23日 | 兄弟團海邊音樂會 音樂會節目單 1. 《活該》全體 2. 《紅日》俞灝明、王櫟鑫 3. 《其實我還好》俞灝明 4. 《還是愛著》王铮亮 5. 《姚老闆》&《芒果8號》姚政 6. 《思念一個荒廢的名字》陳楚生 7. 《老歌手的日常》蘇醒 8. 《有生之年》张远、王铮亮 9. 《就好》王櫟鑫 10. 《別丟了你的勇敢》陸虎 11. 《小鎮姑娘》蘇醒、姚政、陸虎 | 飛行嘉賓： 俞灝明、姚政                           |

### 第二季
| 集數                             | 播放日期       | 標題 | 備註                           |
| 超前企劃                         | 2022年12月10日 | 王櫟鑫教蘇醒東北話 |                                |
| 1 《買大米買大米買大米呀》       | 2022年12月15日 | 五常搬米大賽 |                                |
| 加更第一期：兄弟重聚談蘑菇屋     |                | |                                |
| 2 《我的家在東北松花江上》       | 2022年12月22日 | 東北澡堂體驗之旅 |                                |
| 加更第二期：澡堂方言交流大會     |                | |                                |
| 3 《你問快樂在哪裡，快樂在這裡》 | 2022年12月29日 | 冰上文化初體驗 |                                |
| 加更第三期：再出發兄弟台球賽     |                | |                                |
| 4 《很高興遇到你們》             | 2023年1月5日   | 極地公園打工記 |                                |
| 加更第四期：張遠妙量企鵝身高     |                | |                                |
| 5 《音樂之城（上）》             | 2023年1月12日  | 兄弟們重返宿舍生活 | 飛行嘉賓：郭一凡               |
| 加更第五期："大小王"五子棋爭霸   |                | |                                |
| 6 《音樂之城（下）》             | 2023年1月19日  | 哈爾濱室內音樂會 音樂會節目單 1. 《祝你美夢常在》堅果樂隊 2. 《像你這樣的朋友》陸虎、王櫟鑫、张远 3. 《傷城》张远 4. 《88》郭一凡 5. 《無名》蘇醒 6. 《下單記憶》王錚亮 7. 《某某》陳楚生 8. 《貝加爾湖畔》王櫟鑫 9. 《半邊山半邊海》陳楚生、王铮亮 10. 《姑娘》陳楚生 | 飛行嘉賓：郭一凡               |
| 加更第六期：音樂會複盤           |                | |                                |
| 7 《一路向北》                   | 2023年1月26日  | 王錚亮限定生日驚喜 | 飛行嘉賓：姚政                 |
| 加更第七期：陸虎張遠爆笑改編     |                | |                                |
| 8 《再見東北，你好海南》         | 2023年2月2日   | 再見東北，你好海南 | 飛行嘉賓：姚政                 |
| 加更第八期：冰壺個人戰           |                | |                                |
| 9 《他們是好朋友在一起走》       | 2023年2月9日   | 海南方言歌曲接龍 |                                |
| 加更第九期：憋氣唱歌遊戲         |                | |                                |
| 10 《你們是初升的太陽》          | 2023年2月16日  | 瓊中足球友誼賽 |                                |
| 加更第十期：網式足球賽           |                | |                                |
| 11 《請到天涯海角來》            | 2023年2月23日  | 高空跳傘初體驗 | 飛行嘉賓：何潔、黃雅莉         |
| 加更第十一期：衝浪板馴服記       |                | |                                |
| 12 《把我們唱給你聽》            | 2023年3月2日   | 海南收官演唱會 立才農場演唱會完整版節目單 1. 《活該》陳楚生、陸虎、蘇醒、王錚亮、王櫟鑫、张远 2. 《海上花》陳楚生、蘇醒、王錚亮 3. 《不凡》王錚亮 4. 《不要勸我放下》蘇醒 5. 《淡淡的歌》郭彪、王櫟鑫 6. 《哼》张远 7. 《此生皆歡喜》姚政 8. 《愛的盡頭》陳楚生 9. 《讓暖風給你送去個擁抱》陸虎] 10. 《表白白》陸虎] 11. 《我等待的》陳楚生、火星電台 12. 《滿滿的焦慮》火星電台 13. 《我們這一生》郭彪 14. 《白樺林》王铮亮、陳楚生 15. 《替我幸福》张远 16. 《再見王子》王櫟鑫 17. 《Rising land》蘇醒 18. 《快樂在哪裡》王錚亮、陸虎、陳楚生、蘇醒、王櫟鑫、张远 安可 1. 《等有餅吃咱再說》姚政 2. 《伴夜星辰》蘇醒 3. 《雪落下的聲音》陸虎 4. 《俗套》王錚亮 5. 《一個人》王櫟鑫 6. 《南方秋野，北方春茶》张远 7. 《有沒有人告訴你》陳楚生 | 飛行嘉賓：姚政、郭彪、火星電台 |
| 加更第十二期：收官演唱會完整版   |                | |                                |
| 加更特輯                         | 2023年3月9日   | 收官演唱會彩排實錄 | 飛行嘉賓：姚政、郭彪           |
| 加更特輯                         | 2023年3月16日  | | 飛行嘉賓：姚政、郭彪           |

### 山海季
| 集數                                     | 播放日期      | 標題                  | 備註                                                   |
| 先導片                                   | 2025年1月3日  | 老北北們齊聚西安      |                                                        |
| 1 《我們頂峰相見》                       | 2025年1月10日 | 小小華山 我們喜歡     |                                                        |
| 加更第一期：陳楚生實力猜字               |               |                       |                                                        |
| 2 《我們是彼此的底氣》                   | 2025年1月17日 | 修身養性之旅          | 飛行嘉賓：李炮儿                                       |
| 加更第二期：蘇醒小巧思與王錚亮分房引反轉 |               |                       |                                                        |
| 3 《與子同袍》                           | 2025年1月24日 | 冠亞爆笑肉夾膜pk      | 飛行嘉賓：郭彪                                         |
| 加更第三期：爆笑接力五禽戲               |               |                       |                                                        |
| 4 《六人初闖迪拜城》                     | 2025年1月31日 | 迪拜“坎度拉”初體驗    |                                                        |
| 加更第四期：老北北遊迪拜獲專屬名         |               |                       |                                                        |
| 5 《全力以赴，步步登高》                 | 2025年2月7日  | 挑戰XLine             |                                                        |
| 加更第五期：公路飆歌備戰春晚             |               |                       |                                                        |
| 6 《六傻的沙漠之旅》                     | 2025年2月14日 | 熟悉的篝火 一樣的水手 |                                                        |
| 加更第六期：歡樂陪看華山之旅             |               |                       |                                                        |
| 7 《歡迎來到地球村》                     | 2025年2月21日 |                       |                                                        |
| 加更第七期：                             |               |                       |                                                        |
| 8 《無意義的一天，有意義的一天》         | 2025年2月28日 |                       |                                                        |
| 加更第八期：                             |               |                       |                                                        |
| 9 《我的朋友在這裡》                     | 2025年3月7日  |                       |                                                        |
| 加更第九期：                             |               |                       |                                                        |
| 10 《我的冤種兄弟》                      | 2025年3月14日 |                       | 飛行嘉賓：姚政、閆澤歡                                 |
| 加更第十期：                             |               |                       |                                                        |
| 11 《我們奔赴山海 来說一聲再見（上）》   | 2025年3月21日 |                       | 飛行嘉賓：郭彪、姚政、閆澤歡、吴克群、杜海涛、李莎旻子 |
| 加更第十一期：                           |               |                       |                                                        |
| 12 《我們奔赴山海 来說一聲再見（下）》   | 2025年3月28日 |                       | 飛行嘉賓：郭彪、姚政、閆澤歡、吴克群、杜海涛、李莎旻子 |
| 加更第十二期：                           |               |                       |                                                        |